# 拉米拉斯
拉米拉斯，是西班牙加利西亚自治区奥伦塞省的一个市镇。总面积41平方公里，总人口2065人（2001年），人口密度50人/平方公里。